# Mollitrichosiphum luchuanum
Mollitrichosiphum luchuanum är en insektsart. Mollitrichosiphum luchuanum ingår i släktet Mollitrichosiphum och familjen långrörsbladlöss. Inga underarter finns listade i Catalogue of Life.